# Норт-Уорикшир
Норт-Уорикшир (англ. North Warwickshire) — неметрополитенский район (англ. Non-metropolitan district) со статусом боро в графстве Уорикшир (Англия). Административный центр — город Атерстон.

## География
Район расположен в северной части графства Уорикшир, граничит с графствами Уэст-Мидлендс, Стаффордшир и Лестершир.

## Состав
В состав района входит 2 города: 
- Атерстон
- Колсхилл

и 31 община (англ. Civil parish).